# William Bowman

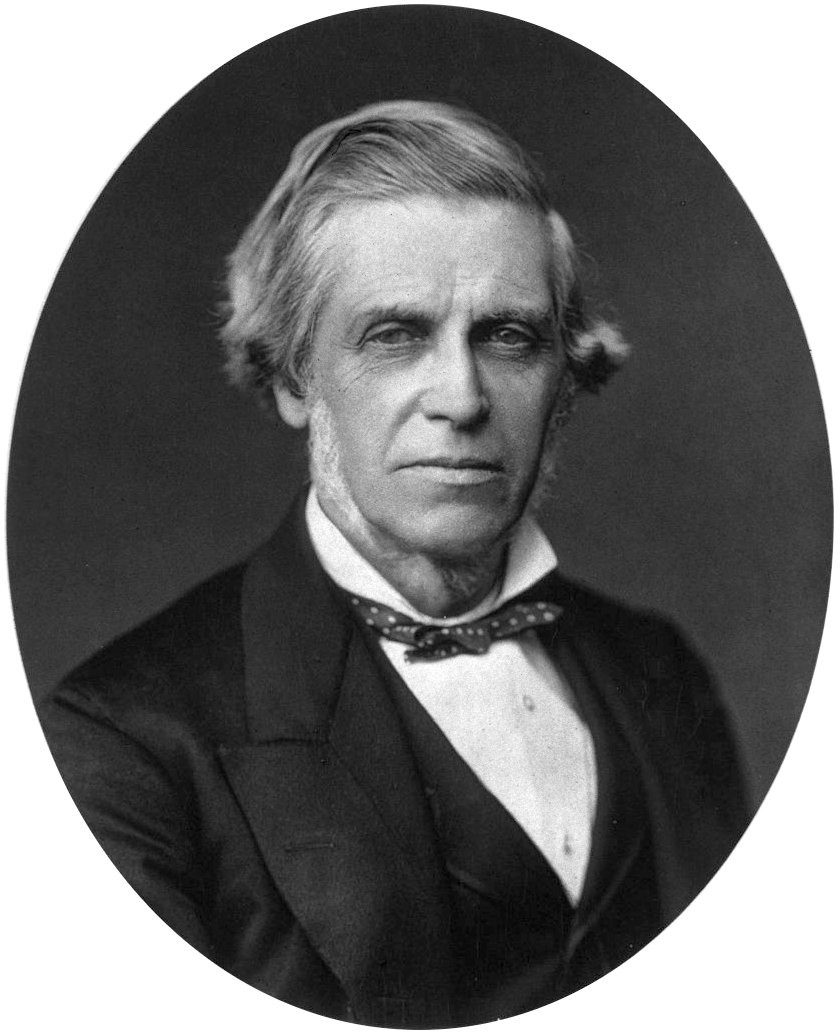
William Bowman

Sir William Bowman (20 juli 1816 – 29 maart 1892) was een Engelse chirurg, histoloog en anatoom. Hij is vooral bekend voor zijn onderzoek naar menselijke organen met behulp van de microscoop. Verder was hij een succesvolle oogheelkundige.

## Levensloop
Hij is geboren te Nantwich, Cheshire, Engeland, als derde zoon van een bankier en amateur botanicus/geoloog. Een ongeluk met buskruit zou zijn interesse voor medicijnen hebben gewekt, zo werd hij student bij het Birmingham ziekenhuis in 1832. In 1837 vertrok hij naar King's College London om daar zijn studie tot chirurg voort te zetten.
Zijn eerste noemenswaardige prestatie was zijn onderzoek naar het dwarsgestreept spierweefsel in 1841, hiervoor werd hij benoemd tot lid van het Royal Society. Op vijfentwintigjarige leeftijd identificeerde hij wat we nu kennen als het kapsel van Bowman, een belangrijk onderdeel van het nefron. Hij presenteerde zijn bevindingen in 1842 in zijn artikel On the structure and use of the Malpighian bodies of the kidney waarvoor hij een 'Royal Medal' ontving.
Hierna heeft hij nog enkele jaren zijn voortgezet en is daarna oogheelkundige geworden. Tussen 1848 en 1855 doceerde Bowman oogheelkunde aan King's College. In 1884 benoemde koningin Victoria hem tot baronet.